# Tone (fiume)
Il fiume Tone (利根川?, Tonegawa) è un fiume della regione del Kantō, in Giappone. È lungo 322 km (il secondo in Giappone dopo il fiume Shinano) ed ha un bacino di 16.840 km² (il più grande in Giappone). Dalla popolazione locale è soprannominato Bando Taro (坂東太郎?, Bandō Tarō), dove Bando è un termine obsoleto usato per indicare la regione del Kantō e Taro è il nome comunemente dato al figlio maggiore.
È considerato uno dei tre più grandi fiumi del Giappone, insieme al Yoshino sull'isola Shikoku e al Chikugo sull'isola Kyūshū.

## Geografia
La fonte del Tone è il monte Ōminakami (大水上山), che si estende sul confine tra le prefetture di Gunma e Niigata. Raccoglie gli affluenti e si getta nell'Oceano Pacifico a Chōshi, città della prefettura di Chiba. Il fiume Edo si dirama dal Tone e si versa nella Baia di Tokyo.
Gli affluenti principali del Tone sono i fiumi Agatsuma, Watarase, Kinugawa, Omoi e Kokai.

## Storia

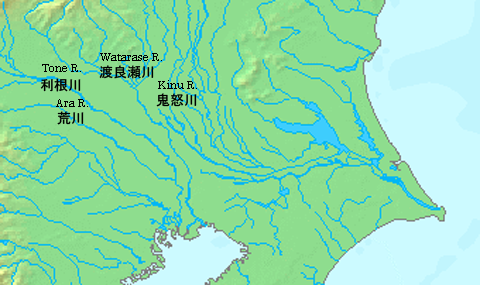
Fiumi del Kantō nel XVI secolo
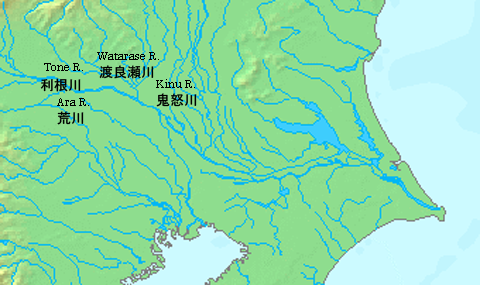
Fiumi del Kantō nel XX secolo

Il fiume era un tempo noto per la sua natura incontrollabile e il suo percorso cambiava ogni volta in cui si verificavano degli straripamenti. Per tale motivo è difficile delinearne l'antico corso.
Il Tone originariamente si versava nella Baia di Tokyo e gli affluenti, come i fiumi Watarase e Kinugawa, avevano sistemi indipendenti. Nell'interesse del trasporto fluviale e del controllo della piena, nel XVII secolo, quando la regione del Kantō divenne il centro politico del Giappone, sono state avviate grandi costruzioni. L'attuale corso del fiume è stato determinato nell'insieme durante il periodo Meiji. Il suo vasto spartiacque è quindi in gran parte artificiale.

## Utilizzo

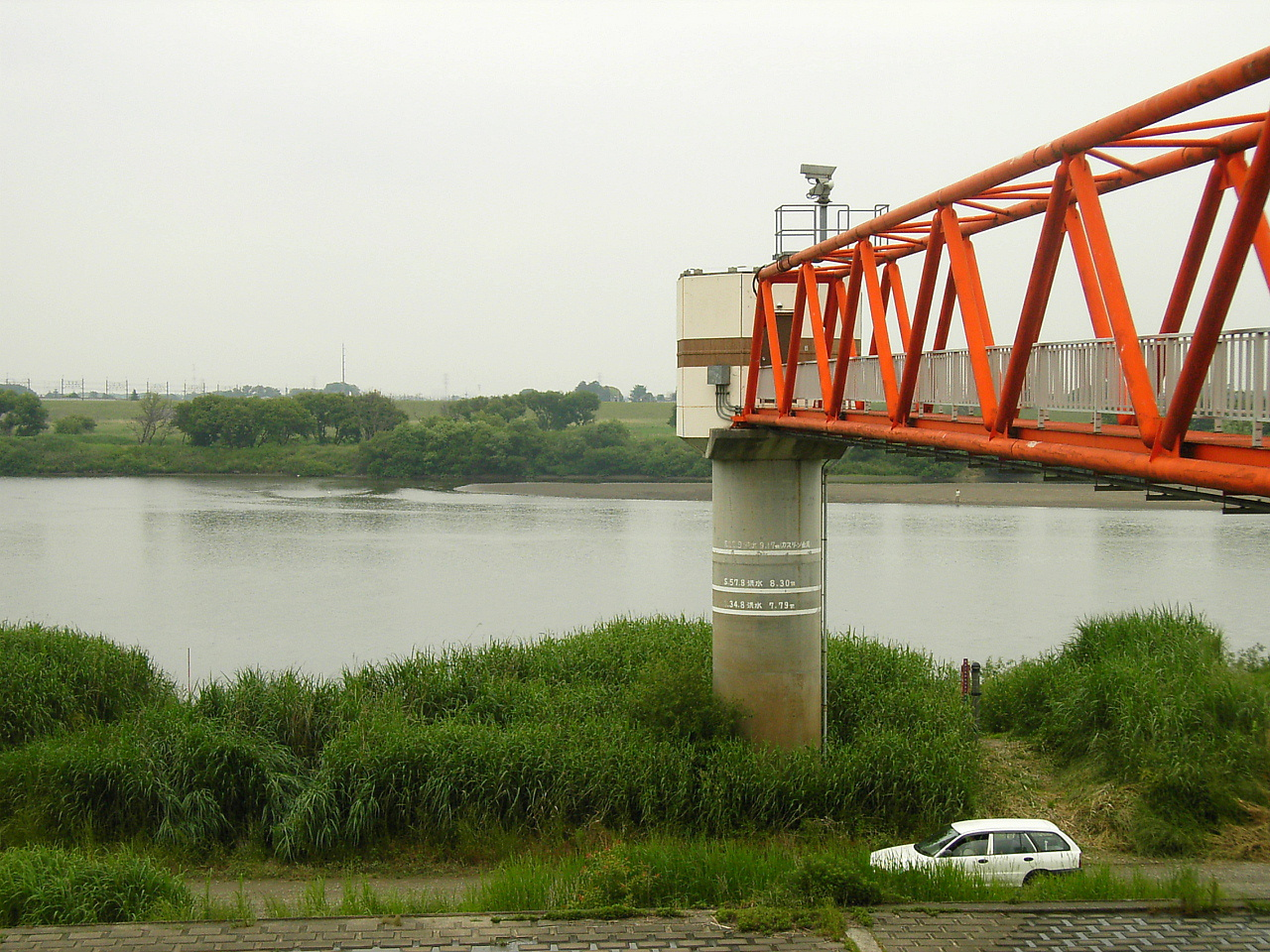
Osservatorio del livello delle acque Kurihashi (Giugno 2005)

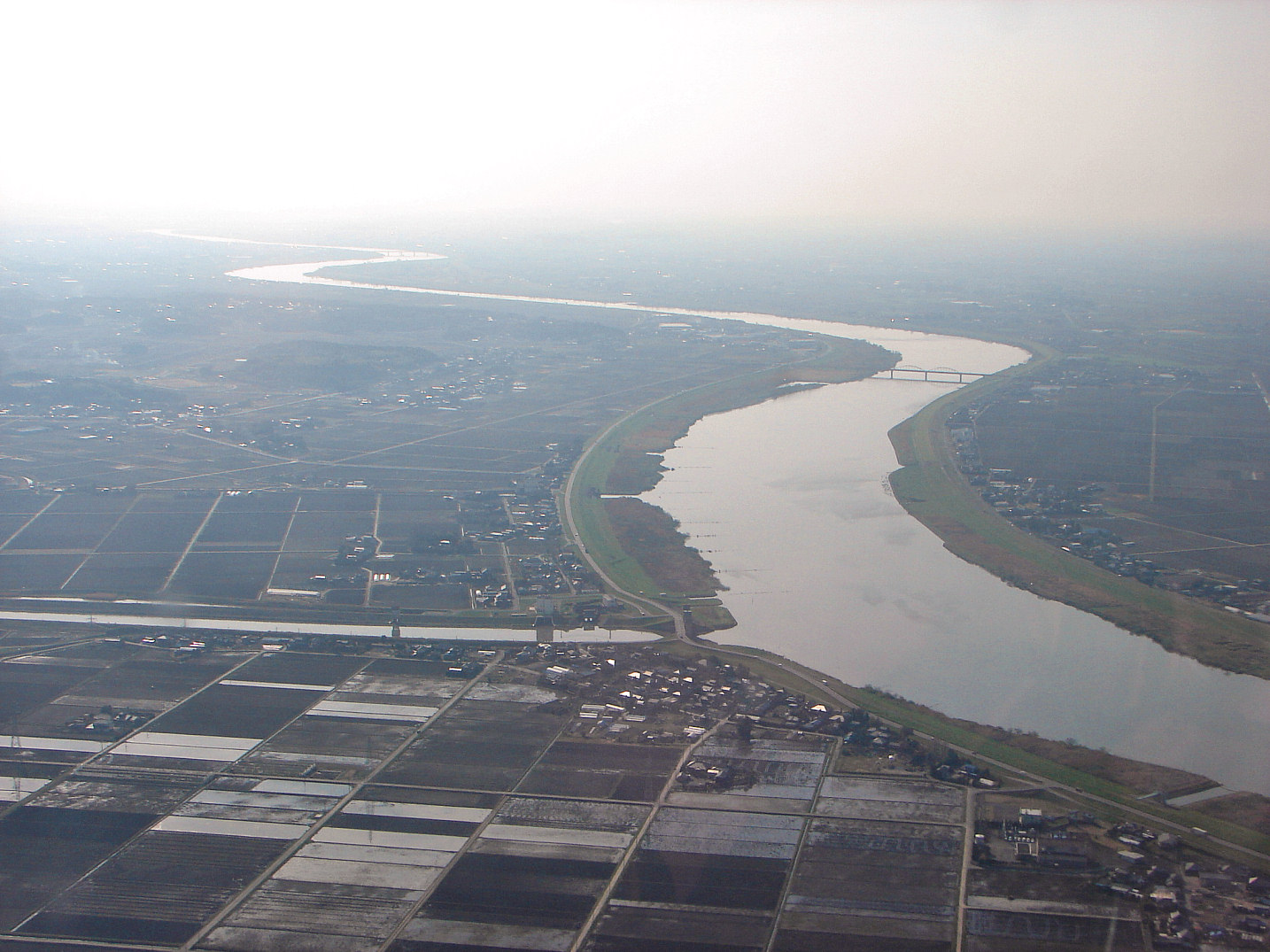
Il fiume Tone a Narita e Kawachi.

Il Tone è stato un importante mezzo di trasporto fino all'avvento della ferrovia nel XIX secolo. Trasportava non solo prodotti locali come la salsa di soia da Chōshi, ma anche prodotti dalla regione di Tōhoku, al fine di risparmiare tempo ed evitare rischi in mare aperto.
Oggi il fiume ha diverse dighe per rifornire di acqua più di 30 milioni di abitanti dell'area metropolitana di Tokyo.
Rafting e Kayaking:
Minakami Onsen, a Gunma, è la sorgente del fiume Tone e durante il periodo primaverile in cui si scioglie la neve, aprile-giugno, il fiume forma costanti rapide di quarto grado (secondo la scala WW) su un'area di 12 km. Il Tone fornisce alcune delle migliori acque bianche per praticare rafting e kayaking ed ha ospitato la coppa mondiale di rafting nella primavera del 2007. La neve sciolta fa gonfiare il fiume fino al quarto grado in primavera; in estate fino al secondo. La sezione Momiji-Kyo ha rapide di terzo e quarto grado in 1 km ed è lunga complessivamente 12 km.